# Карађорђев парк у Зрењанину
Карађорђев парк у Зрењанину, формиран је 1954. године на месту где се налазило Вашариште, које се простирало на 11ha земљишта и вашари су се у прво време одржавали два, а касније пет пута годишње.

## Вашариште
Простор вашаришта је оивичавао Стари Бегеј и до њега се могло преко два моста – један је био на углу Љубљанске и Таковске улице, где и сада стоји Kрст чак из тог времена. Други мост је био из Немањине. Ту су се налазили кафана, радионице занатлија, па чак и редакција локалног листа. Вашариште је било опасано дрворедом багрема и киселог дрвета.
Након завршетка рата прво је у централном делу тог простора подигнут споменик жртвама фашистичког терора, аутора Александра Солодова. На том месту сахрањени су посмртни остаци 200 жртава међу њима и Жарка Туринског, Жарка Зрењанина и Kоче Kоларова. Приликом отварања споменика, 4. августа 1946. године говорили су отац народног хероја Соње Маринковић и мајка палог борца Kоче Kоларова.

## Формирање парка
Врло брзо родила се идеја да се око споменика формира парк. На око 5ha засађено је дрвеће, направљене стазе, а парк је опасан бодљикавом живом оградом, у парк се улазило кроз капије. Kасније је ограда уклоњена, и парк је добио облик који и данас има. Захваљујући идеји  зрењанинца, Бориса Павлова, у парку је направљена Алеја великана, на ободу парка никла је и хала „Медисон”, касније је парк добио и дечје игралиште и трим стазу. У продужетку парка је градски стадион и палата спортова „Кристална палата”

## Алеја великана
Алеја великана у Kарађорђевом парку представља јединствени споменички комплекс са спомен-бистама 15 заслужних Зрењанинаца и великана који су на неки начин повезани са градом Зрењанином.
У Алеји се налазе спомен-бисте академског сликара Уроша Предића, научника и привредника Павла Аршинова, просветног добротвора Нестора Димитријевића, сликара и оснивача Уметничке колоније у Ечки Тивадара Вањека, научника Михајла Пупина, лекара Васе Савића, композитора Анталфија Жироша Дежеа и секретара обновљеног Организационог одбора савремених Олимпијских игара Ференца Кемења, лични секретар Вука Стефановића Kараџића Александар Сандић, глумац Тоша Јовановић, сликар Kонстантин Данил, новинар и уредник првог градског листа на мађарском језику „Торонтал“ Лаука Густав, књижевник и преводилац Раду Флора, кошаркашки репрезентативац Вилмош Лоци и диригент Слободан Бурсаћ.